# メタルギア サヴァイヴ
『メタルギア サヴァイブ』（METAL GEAR SURVIVE、略称:MGSurvive）は、コナミデジタルエンタテインメントより2018年2月21日に発売されたゲームソフト。対応ハードはPlayStation 4、Xbox One、PC。

## 概要
『メタルギアシリーズ』の作品だが、2015年に発売した『メタルギアソリッドV』を最後にシリーズの生みの親である小島秀夫がコナミを退社したため、小島が一切関わらない作品となる。
シナリオとしては別世界の為、『メタルギアソリッドV ファントムペイン』とはストーリーラインは無関係となる。
『V』を別ジャンルに派生させたスピンオフ作品とされており、ゲームジャンルは「サバイバルアクション」となっている。最大で4人での協力プレイも可能となる。

## ストーリー
1975年3月16日、伝説の傭兵BIGBOSS率いる「国境なき軍隊」（MSF）のマザーベースは敵対勢力・XOFの襲撃を受けていた。兵士達は指揮官不在の中、突然の襲撃に必死に抵抗するもその甲斐なくマザーベースは壊滅してしまう。
指揮官・BIGBOSSと副指令・カズヒラ・ミラーの撤退後、壊滅したマザーベースの上空に突如として巨大なワームホールが出現。ワームホールはマザーベース上に残された兵士や瓦礫などを次々と異次元の世界へと吸い込んでいく。主人公であるMSF兵の一人はその過程で仲間を失いながらも、辛うじて自らはワームホールへ吸い込まれず九死に一生を得る。
そして半年後、主人公の兵士はある米国の秘密研究組織・"ウォーデンクリフ・セクション"の一室で目を覚ます。組織の男・グッドラックは主人公に様々な任務を行うことを依頼し、同時に兵士の身体に寄生した未知の生命体を治療するためだと告げる。兵士は寄生された生命体の治療方法、そして仲間達を救うためワームホールを潜り抜け、通称「ディーテ世界」と呼ばれる世界へと足を踏み入れる。そこで出会ったのは寄生体の浸食が進みワンダラーと化した人間達と、かつて敵対したXOFの一兵士。これが異形のもの達が徘徊する絶望の世界でのサヴァイブの始まりであった。

## ゲームモード
ストーリーモード
主人公であるキャプテンが「ディーテ世界」でのミッションをこなしながら元の世界への帰還を目指すモード。
Co-opモード（マルチプレイ）
他のプレイヤーと協力しながら目標を達成するモード。現在2種類のCo-opモードが用意されており、4種類ほどのマップが存在する。どのモードもイリスエナジーの入手度に応じてS・A・B・C・D・Eの評価がある。
サルベージミッション
ワームホール採掘機を防衛し、イリスエナジーの採掘を行うミッション。EASY/NOMAL/HARD/EXTREMEの難易度が存在し、難易度が上がれば上がるほどレア度の高い物資が入手できる。
レスキューミッション
ワームホール採掘中に誤って吸い込まれたカロン部隊の隊員を救助するミッション。
隊員はイリスエナジーを大量に所持しているため救助中はワンダラーが集まってくる他、フィールド上には強力なボスクリーチャーが徘徊しているため発見されないように進む必要がある。

## ゲームシステム
主人公であるキャプテンを操作し、敵を排除しつつ素材などを集めながら目標を攻略することが目的。

### 既存の機能と変更点
キャラクター操作
本作は前作『メタルギアソリッドV ファントムペイン』と同様、立ち・しゃがみ・匍匐・ダッシュが可能。新たにスタミナの概念が追加され、前作は無限にダッシュなどが可能であったが、今作ではダッシュ・匍匐・しゃがみでの移動でスタミナが消費され、スタミナゲージが0になるとバテてしまい一定時間行動不能となる。
また、前作では一定の段差を登ろうとする際に滑り落ちてしまうことがあったが、今作ではある程度の段差では滑ることがなくなった。
今作は今までとは違い敵は人間ではなく知能の低下したクリーチャーという設定のため、シリーズ恒例であったCQCは使用できる機会が限られており、代わりに弱点をナイフで攻撃する「バックスタブ攻撃」がステルスプレイの基本となった。
アイテム/所持品
前作から引き続きiDROID、フルトン回収装置が登場する。iDROIDはマーカーを付ける機能の他、マップにアイコンをつける・食事をとる・怪我を治療（CURE）するなど様々な場面で使用する。ミッションではデータ転送の用途にも使用する。また、フルトン回収装置はバックスタブ攻撃により無力化した敵を回収し、剥ぎ取りよりも多くクバンエナジーを入手する手段として使用される。その他、"サバイバルギアー"として矢筒、サバイバルバッグ（所持重量の上限上昇装備）等を装備することが可能となっている。
ベースキャンプの運営
前作『ファントムペイン』ではマザーベースの運営として存在した機能が、今作ではベースキャンプの運営として引き継がれている。ストーリーを進める、サイドミッションとして出現する「救難信号」にて漂流者を救助することによってベースキャンプの人員を増加させることが可能で、上限は30人。これらの人員は"クルー"と呼ばれる。前作同様、班機能がありS・A・B・C・D・Eの班評価システムも続投されている。今作では自動で最適な班に振り分けられることはないため、前職や性格を考慮した上で手動で配置する必要がある。人員の上限が低いため班のレベルは上がりづらいが、班ランクを上昇させることのメリットは非常に大きいものとなっている（例として、作物等を回収できる数の上昇や他班適正度の上昇効果など）。
その他、食料・水・医療物資等のコモンリソース概念が存在し、コモンリソースがマイナス（正確には0）になるとクルーのモチベーションが低下してしまう他、病気や負傷をするリスクが上昇する。また、探索などで建築物レシピの回収を行うことでベースキャンプを自分好みにカスタマイズすることが可能となっている。本編クリア後には「ベースキャンプ採掘」要素があり、マルチプレイのサルベージミッションと同じように採掘機を防衛することが目的となる。現在レベル6まで採掘プランが存在する。ベースキャンプ採掘を行うことにより新たなレシピやクルー強化が可能な"フィールドマニュアル"等を手に入れられるなど、メリットは非常に大きいが、同時にベースキャンプが壊滅してしまうリスクもある。大量の敵を一人で対処することは不可能に近いため、防衛ユニット等をベースキャンプに配置する・拠点防衛班を強化するなどの対策を講じることが必須である。

### 新機能
クバンエナジー
ディーテ世界での主なエネルギー源。道中に生えるクバンエナジーの塊を破壊する、敵から剥ぎ取るなどして入手する。
前作でのGMPに近い存在であり、クバンエナジーを使用しなければ武器やユニットの製作や修理、食材の調理等が行えない。
酸素概念
今作の舞台となる「ディーテ世界」は世界の大部分が"塵の海"と呼ばれるものに覆われており、これらは人体に非常に有害なため生身では行動することができない。そのためエアタンクが必須となっている。
塵の海での活動中は常に酸素が消費される。酸素は有限であるが、ベースキャンプに帰還する、耐久力・クバンエナジーと酸素を引き換えることによって回復が可能である。
レベル概念
今作はクバンエナジーを利用して主人公を強化することが可能。一定のクバンエナジーを消費し1レベル上昇させる度に"スキルポイント"が入手でき、それらを使って新たなスキルや技能を獲得することができる。主人公のレベルを上げるに従い敵のレベルも上昇していく。基礎スキル群として初期は「SURVIVOR」を強化することになるが、本編クリア後にサブスキル群として「ASSAULT」「JAEGER」「MEDIC」「SCOUT」など4つのスキル群が強化可能となる。これらのサブスキルは「SURVIVOR」クラスに比べてかなり多くのクバンエナジーをレベルアップに必要とする。なお、一度にセットできるサブスキル群は1つだけである。

## 登場人物
キャプテン（Captain）
本作のプレイヤーキャラクター。XOF襲撃からBIGBOSS撤退を助けたMSF兵の一人。寡黙だが優しく、兵士としては優秀な素質を備えている。左腕はMSF壊滅の際に一旦失われたが、感染によって以前とほとんど同じように再生されている。
性別や外見はプレイヤーが任意に変更可能。
セス（Seth）
日本語版声優 - 間宮康弘
主人公の元相棒。新兵教育に携わっており、兵士の指揮管理能力に優れる。XOFによる襲撃時も主人公と共に戦った。
ワンダラーの力に魅せられており、最期は自分の仲間になることを拒んだ主人公をワンダラー（モーター）の能力を使い殺害しようと試みるも返り討ちにされ、あえなく死亡した。
ヴァージル AT-9（Virgil AT-9）
日本語版声優 - 東山奈央／水島大宙
米国の秘密研究組織"ウォーデンクリフ・セクション"が開発した作戦支援AI。
先行してディーテ世界での作戦に着手したカロン部隊のサポート役として開発され、カロン部隊が壊滅した際の衝撃で２つ目の人格を有することになる。ゲーム内ではプレイヤーに情報や指示を与えてくれるナビゲーター的存在。
リーヴ（Reeve）
日本語版声優 - 中西伶郎
XOFの兵士。冷静に物事を見据え、合理的な判断を優先する。異次元の世界から帰還することを優先し、主人公に協力する。
ミランダ（Miranda）
日本語版声優 - Lynn
紛争地域で負傷兵の救援に当たっていた看護師。前作『メタルギアソリッドV ファントムペイン』に登場したキプロスのデケリア主権基地領域記念病院で働いており、XOFによる病院襲撃時は仲間の医師と共に外に出ていたため難を逃れていた。病院へ戻る際に救急車と共にワームホールに飲まれ、同乗していた仲間の医師はワンダラーと化してしまっていた。
ダン（Dan）
日本語版声優 - 間宮康弘
元カロン部隊所属の優秀な工兵。セスの裏切りにいち早く気づいていた。
クリス（Chris）
日本語版声優 - 朝井彩加
1980年の世界から漂流してきた少年。足が悪く、自由に動けないため車椅子を使用している。
ハードウェア技術に長けたダンとは対照的にソフトウェア技術に才があり、ダンを感心させるほどだった。
彼は最終的に皆の希望を託され、一人ワームホールから元の世界へと帰還する。
ニコラス（Nicholas）
日本語版声優 - 高口公介
お調子者の警官。本職の警官よりも料理の分野に才があり、もし警官になっていなかったら料理人になっていただろうと主人公たちに話した。
グッドラック（GoodLuck）
日本語版声優 - 石塚運昇
米国の秘密研究組織"ウォーデンクリフ・セクション"の主任研究者。卓越した科学技術を持ち、その手で多くの装置を開発してきた。主人公をディーテ世界へ送り込み、様々な任務を与える。
その正体は、物語終盤"塵の王"との最後の戦いの際、一人ワームホールから逃がされたクリスである。彼は元いた1980年の世界ではなく1943年の世界に飛ばされ、その時代では創設間もないウォーデンクリフ・セクション初の転送実験「フィラデルフィア計画」の成功例とされた。その後30年近くを費やしてウォーデンクリフ・セクション内での地位を確立させ、主人公達を助ける方法を模索していた。

## クリーチャー
ワンダラー
一般的な人型クリーチャー。頭部に赤く光る突起がある。また炎や氷を纏い高所から落下させる、属性武器で攻撃するなどでしか倒せないタイプもいる。
ボマー
頭部が肥大化したワンダラーの亜種。倒された際に自爆する。バックスタブ攻撃で倒すことで自爆を阻止できる。
トラッカー
脚部が発達したワンダラーの亜種。機動性に優れている。
アーマード
重装甲アーマーを身に着け近接武器や銃器による攻撃が効きにくいワンダラー。バックスタブ攻撃により頭部のヘルメットを取り外すことができる。
モーター
大きく変異した右腕から様々な攻撃を繰り出してくるワンダラーの亜種。上記のクリーチャーよりも強力な技を多く有している。
デトネイター
Co-opモードのみに登場するワンダラーの亜種。気づかれずに倒した場合は背中に背負ったバックパックから資源を奪い取ることができるが、気づかれてしまうと資源ごと自爆してしまう。
グラバー
サソリのようなビジュアルを持ったクリーチャー。普段は地中に潜んでおり、植物のような見た目をした尾の触手を地上に出して獲物を待ち構えている。
クローラー
蜘蛛のような見た目をしたクリーチャー。大半が木の上などの高所に群れており、下を通ろうとした獲物を発見すると一斉に落ちて攻撃態勢に入る。
デヴァステイター
モーターとトラッカーが合わさったクリーチャー。硬いためダメージがあまり入らない。

### ボスクリーチャー
"塵の王"（Lord of Dust）
物語の実質的な最終ボス。22世紀の世界をディーテ世界へと変貌させた元凶で、高度な自己複製型医療用ナノマシンの暴走により生まれてしまったもの。 膨大なエネルギーを有しており、クバンエナジーやイリスエナジーを用いてワームホールを作り出し、過去の世界への移動を繰り返すことで強力な個体へと進化することができる。
主人公達が戦ったのは最も弱い状態のもので、バラバラになり打ち捨てられていたメタルギア・サヘラントロプスに搭載されていたレールガンの威力でも十分渡り合えるものであった。

一度目は塵の王自身に死の概念が存在していなかったため再生してしまったが、二度目はヴァージル AT-9が塵の王に同化し死の概念を共有させることによって倒すことが可能となった。
喰らうもの（Big Mouth）
本編クリア後に登場する強力なクリーチャーの一つ。ティラノサウルスを思わせる身体に、名前の由来となった大きな口を持ち合わせたビジュアルを持つ。
噛み付き攻撃や尾による薙ぎ払いなど、致命傷となりうる攻撃を多数持ち合わせている。
凍てつくもの（Frostbite）
喰らうもの同様、本編クリア後に出現するボスクリーチャー。イカのような姿をしている。レベルは50に固定。
地面から氷の柱を出現させる、氷弾を撃ち出すなどの攻撃の他、受けてしまうと氷属性状態となり移動速度などが大幅に低下してしまう吹雪攻撃等非常に強力な攻撃を持っている。

## 評価
- 英国ビデオゲーム業界の団体組織Ukieの2月24日付のパッケージ版売り上げランキングによると、本作は英国で初週6位にランクイン。評価はレビュー集積サイトMetacriticではメタスコア64/100点、ユーザスコア1.6/10点と低い数字となっている[5]。
- IGNJapanのレビューでは、本作を「良作」「おもしろい」としながらも、キャラクターやストーリー性、CO-OPプレイ部分の完成度を指摘し、メタルギアシリーズとしては至らないと評価している[6]。
- 東京ゲームショウ2016にて小島は本作に対して、「メタルギアにゾンビなんか出るわけがない」と否定的な感想を述べている[7]。